# Levenštejnova vzdálenost
Levenštejnova vzdálenost (také nazývána editační vzdálenost) je metrika zavedená v roce 1965 ruským matematikem Vladimirem Iosifovičem Levenštejnem pro měření editační vzdálenosti v prostoru textových řetězců. Připouští tři jednoduché editační operace, totiž přidání libovolného znaku, vypuštění libovolného znaku nebo záměnu libovolného znaku za jiný libovolný. Nejmenší počet těchto operací nutný k převedení jednoho řetězce na druhý udává Levenštejnovu vzdálenost mezi nimi.
Příklady:
| řetězec 1 | řetězec 2 | vzdál. | poznámka                   |
| --------- | --------- | ------ | -------------------------- |
| aaa       | abc       | 2      | dvě záměny                 |
| aaa       | aaaa      | 1      | jedno přidání              |
| aaa       | abaa      | 1      | jedno přidání (uvnitř)     |
| xxx       | yyyy      | 4      | tři záměny a jedno přidání |
| hodinky   | holinky   | 1      | jedna záměna               |

Typický příklad použití Levenštejnovy vzdálenosti je v algoritmech korektorů překlepů.

## Definice
Levenštejnovu vzdálenost dvou řetězců znaků {\displaystyle a}, {\displaystyle b} (s délkou {\displaystyle |a|} a {\displaystyle |b|}) lze rekurzivně definovat jako {\displaystyle \operatorname {lev} (a,b)}, přičemž
{\displaystyle \operatorname {lev} (a,b)={\begin{cases}{\text{ pokud }}|b|=0:&|a|&,\\{\text{ pokud }}|a|=0:&|b|&,\\{\text{ pokud }}\operatorname {start} (a)=\operatorname {start} (b):&\operatorname {lev} {\big (}\operatorname {zbytek} (a),\operatorname {zbytek} (b){\big )}&,\\{\text{ jinak }}:&1+\min {\begin{cases}\operatorname {lev} {\big (}\operatorname {zbytek} (a),b{\big )}\\\operatorname {lev} {\big (}a,\operatorname {zbytek} (b){\big )}\\\operatorname {lev} {\big (}\operatorname {zbytek} (a),\operatorname {zbytek} (b){\big )}\\\end{cases}}\end{cases}}}
Přičemž {\displaystyle \operatorname {start} (a)} znamená první znak v řetězci, zatímco {\displaystyle \operatorname {zbytek} (a)} znamená zbytek řetězce bez prvního znaku.
V podstatě se postupně prochází oba řetězce od začátku do konce a zjišťuje se, jestli se řetězce liší, protože došlo ke změně znaku nebo k odebrání nebo k přidání znaku. Přičemž se preferuje menší počet úprav.

## Základní vlastnosti
Pro Levenštejnovu vzdálenost dvou řetězců platí následující vlastnosti:
- Vždy je menší nebo rovna počtu znaků v delším řetězci.
- Vždy je větší nebo rovna rozdílu délek porovnávaných řetězců.
- Je nula, právě když jsou oba řetězce stejné.
- Pro dva stejně dlouhé řetězce je vždy menší nebo rovna Hammingově vzdálenosti.
- Vždy je menší nebo rovna součtu vzdáleností každého z těchto řetezců a třetího řetězce.

## Nerekurzivní výpočet
Výše uvedený postup lze poměrně snadno naprogramovat s využitím rekurze, což ale nemusí být vždy vhodné, protože opakované počítaní vzdálenosti stejných podřetězců vede na exponenciální výpočetní náročnost.
Existuje také nerekurzivní Wagnerův-Fisherův algoritmus využívající matici (resp. dvourozměrné pole) o rozměrech o jedna delších než je délka porovnávaných řetězců. Do tohoto pole se zapisuje, o kolik se liší zatím zpracované úseky řetězců. Algoritmus má zhruba kvadratickou výpočetní a paměťovou náročnost.
Následující pseudo-program předpokládá indexování řetězců od 1 (jako např. v Pascalu) a indexování pole od 0.
```
function int lev(string a, string b):

  // Délky vstupních řetězců
  int m = length(a)
  int n = length(b)

  // Připrava matice
  int d[0..m, 0..n]

  for int i = 0 to m:
    d[i, 0] = i  // Rozdíl, kdyby byl druhý řetězec prázdný

  for int j = 0 to n:
    d[0, j] = j  // Rozdíl, kdyby byl první řetězec prázdný

  // Vlastní výpočet
  for int i = 1 to m:
    for int j = 1 to n:
      int edit = (a[i] == b[j] ? 0 : 1)  // Možný rozdíl znaků
      d[i, j] = min(
        d[i-1, j] + 1,  // V prvním řetězci je znak navíc
        d[i, j-1] + 1,  // Ve druhém řetězci je znak navíc
        d[i-1, j-1] + edit
        )

  return d[m, n]

```

Hodnota d[i,j] udává, o kolik se navzájem liší podřetězce od začátku až do pozice a[i] a b[j].
Vzhledem k tomu, že při počítání prvků na řádku i jsou potřeba pouze hodnoty ze dvou řádků i-1 a i, lze program upravit na lineární paměťovou náročnost. (Což byla v podstatě jediná výhoda rekurzívního algoritmu.)